# Абельдяев, Дмитрий Алексеевич
Дми́трий Алексе́евич Абельдя́ев (13 [25] октября 1865, село Рассоховец, Щигровский уезд, Курская губерния — не ранее 1915) — русский писатель.

## Биография
Отец ― из крестьян, мать ― дворянка. Детство и юность провёл в родительском имении, получил домашнее образование.
Учился в Курском реальном училище (1875—1879; не окончил). Жил в Курске.
Дебютировал в печати рассказом «Солдат Антип и жена его Пелагея» в журнале «Русское богатство» в 1895.
Публиковал рассказы в журнале «Русская мысль». Автор романа «Тень века сего (Записки Абашева)», опубликованного с правкой В. Я. Брюсова и П. Б. Струве в «Русской мысли» (1912; отдельное издание Москва, 1913) и романа «Лилии» (Москва, 1914).
Творчество относится к беллетристике начала XX века, испытавшей влияние натурализма и декаданса.
Состоял в переписке с В. Г. Короленко, В. Я. Брюсовым, Н. К. Михайловским.

## Избранные сочинения
- Абельдяев Д. А. Лилии : [Роман]. — М.: тип. П. П. Рябушинского, 1914. — 180 с.
- Абельдяев Д. А. Тень века сего : (Записки Абашева) : [Роман в 5 ч.]. — М.: т-во А. А. Левенсон, 1913. — 701 с.